# Harvard Studies in Classical Philology
Harvard Studies in Classical Philology (HSCPh) es una revista académica, revisada por pares, que cubre temas de filología y estudios clásicos, de publicación anual.
Fue establecida en 1890 y es publicado por Harvard University Press. La revista es resumida e indexada por L'Année philologique.